# Aspalathus cordata
Aspalathus cordata là một loài thực vật có hoa trong họ Đậu. Loài này được (L.) R.Dahlgren miêu tả khoa học đầu tiên.

## Hình ảnh

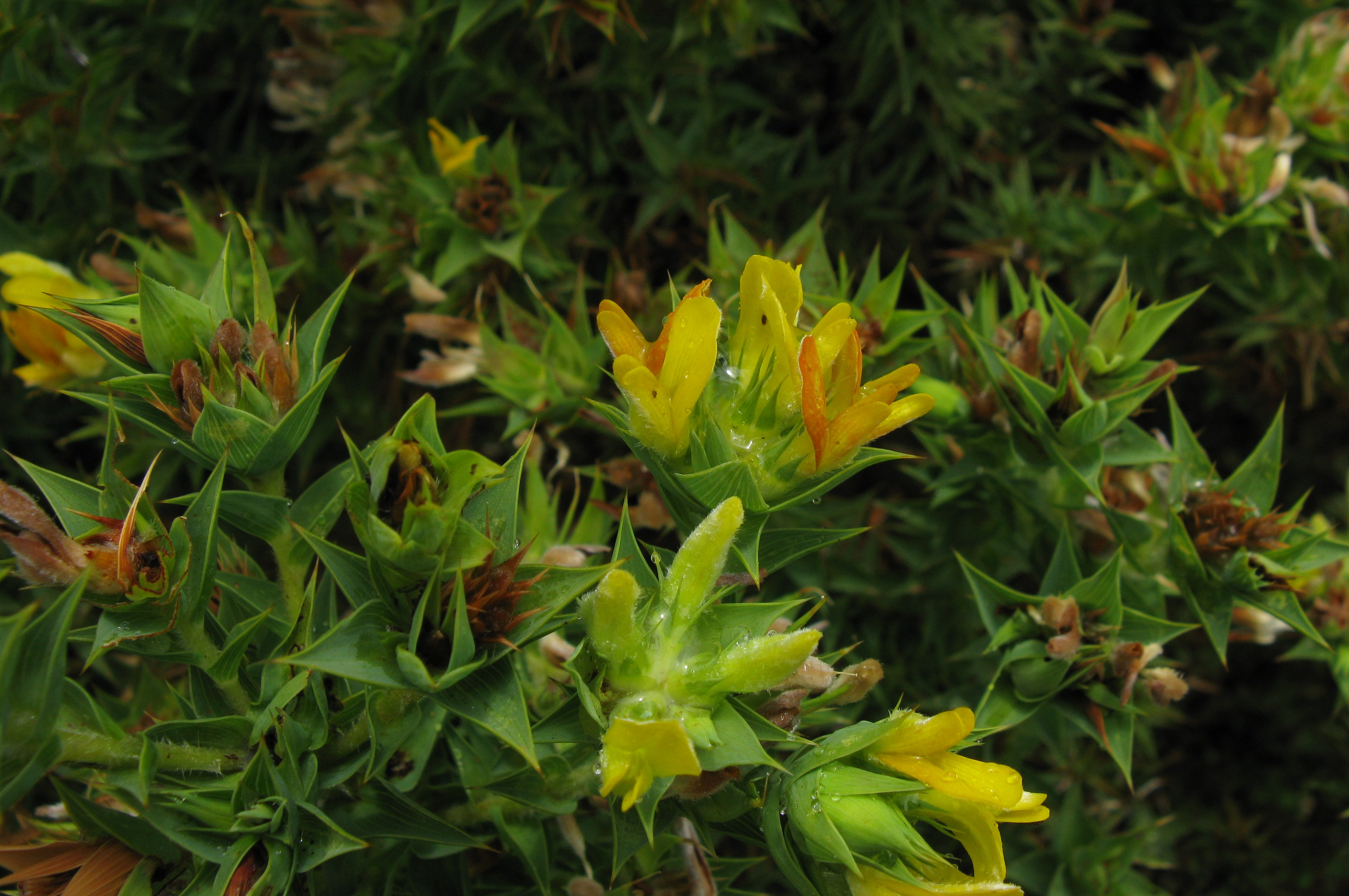
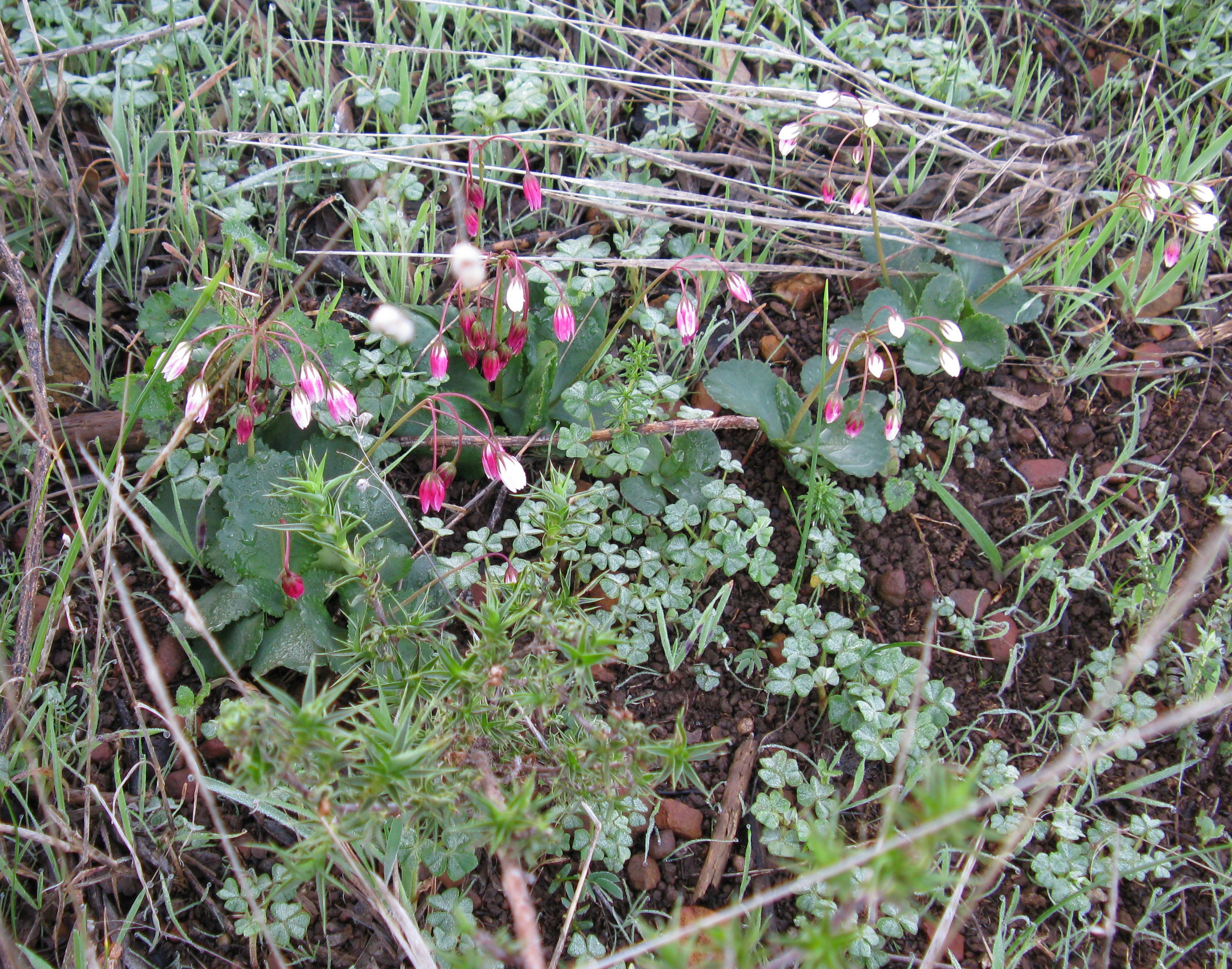